# ダンダリマルの邸宅
ダンダリマルの邸宅 (Dundullimal Homestead) は、オーストラリアニューサウスウェールズ州ダボ市の7km南にある植民地時代当時の牧場主の邸宅を保存した歴史的建造物。マッコリー川沿いのオブリーロード (Obley Road) に建っている。

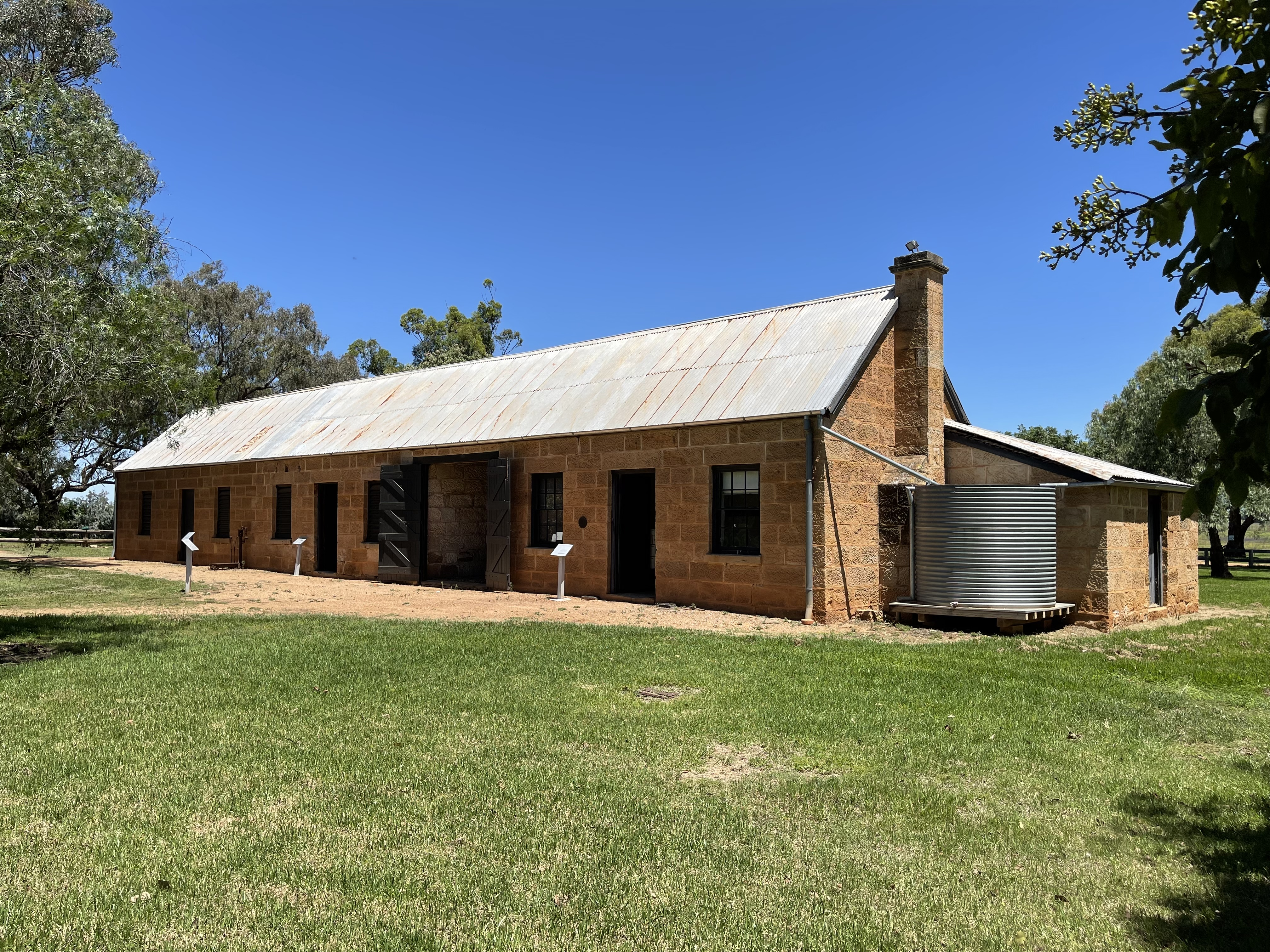
馬小屋

## 歴史
この邸宅ができた当時のダボ地域は最初に定住した数人の入植者がいるのみで、その他の建物は小さい裁判所、警察署、店、宿が1軒ずつ存在するのみだった。1830年後半、当時としては数少ない現ダボ市地域の入植者で牧場の経営を始めたうちの1人の邸宅がダンダリマルの邸宅で、当時ダボ近くのアデレードに入植していたチャールズ・キャンプベルとダルマホイ・キャンプベル (Dalmahoy Campbell) 兄弟の邸宅と記録されている。そのため、ダボでは当時からの板張りの家がオーストラリアの中でも最も古い建造物だとされている。

## 構造
この邸宅の家具は形が洗練されてあり、応接間の石膏でできた天井はテント型になっている。壁紙も1850年ごろの様式を再現してあり、家全体が当時の様式を保っている。この建築群は砂岩の平板でできた家畜小屋のほか、鍛冶屋の鍛造所、馬車庫、道具置き場、貯蔵所があり、19世紀のオーストラリアの田舎生活を反映したつくりになっている。2013年8月にTimbrebongie Churchがダンダリマル邸の敷地内に教会の建物を移動し、この教会も観光客の注目を集めている。

## 歴史的建造物・観光地として
現在、この建物はナショナル・トラストによって管理され、ダボ市の主要な観光地または歴史的建造物となった。敷地は火曜日から土曜日の11時から15時にかけて一般に公開されており、多くの観光客がダボの周辺都市から訪れている。また、結婚式や展示会、コンサート、パーティなど多目的に使用されている。